# Agrilus cavifrons
Agrilus cavifrons es una especie de insecto del género Agrilus, familia Buprestidae, orden Coleoptera. Fue descrita por Waterhouse, 1889.
Se alimenta de Celtis ehrenbergiana (Ulmaceae). Se encuentra en Arizona y México.